# Pseudomallada macleodi
Pseudomallada macleodi is een insect uit de familie van de gaasvliegen (Chrysopidae), die tot de orde netvleugeligen (Neuroptera) behoort. 
Pseudomallada macleodi is voor het eerst wetenschappelijk beschreven door Adams & Garland in 1983.